# تربل (لبنان)
تربل (به عربی: تربل) یک منطقهٔ مسکونی در لبنان است که در شهرستان زحله واقع شده‌است. تربل ۹۰۰ متر بالاتر از سطح دریا واقع شده‌است.